# Ulaski (przystanek kolejowy)
Ulaski – dawny wąskotorowy przystanek osobowy we wsi Ulaski w województwie mazowieckim, w Polsce.